# Glacier Odell
Le glacier Odell est un glacier s'épanchant entre les collines d'Allan et les collines de Coombs dans la partie supérieure du glacier Mawson, sur la terre de Oates, en Antarctique. Il peut être utilisé comme piste d'atterrissage identifiée par le code OACI AT18. Il a été nommé en l'honneur de l'alpiniste et géologue britannique Noel Ewart Odell (en).